# Kristi Viiding
Kristi Viiding (bis 1998 Kristi Sak, * 24. Mai 1972 in Viljandi) ist eine estnische Altphilologin und Übersetzerin.

## Leben
Viiding machte 1990 in Viljandi Abitur und studierte anschließend an der Universität Tartu Estnische Philologie und Klassische Philologie. Nach ihrem Bachelorabschluss spezialisierte sie sich auf die Klassische Philologie und legte 1997 eine Magisterarbeit über die Rezeption von Horaz im intellektuellen und wissenschaftlichen Leben Estlands vor. Fünf Jahre später wurde sie mit einer Arbeit über Propemptika an der Universität Tartu im 17. Jahrhundert zum Dr. phil. promoviert. Während ihres Studiums bildete sie sich an den Universitäten in Fribourg, Freiburg und Uppsala fort. Später folgte auch ein Studienaufenthalt an der Herzog August Bibliothek in Wolfenbüttel (2005).
Ihre berufliche Karriere schließt einige Jahre als Gymnasiallehrerin in Viljandi ein (1993–1994), seit 1996 war sie in verschiedenen Funktionen mit dem Lehrstuhl für klassische Sprachen an der Universität Tartu verbunden, von 2012 an mehrmals auch als Professorin. Seit 2023 ist sie leitende Wissenschaftlerin am Under und Tuglas Literaturzentrum in Tallinn.

## Wissenschaftliches Werk
In ihrer Forschungsarbeit befasst sich Viiding hauptsächlich mit der neulateinischen Dichtung. Dabei konzentriert sie sich insofern auf Estland, als die Rezeption dieser Literatur in Estland sowie die in Estland verfasste neulateinische Literatur im Zentrum ihrer wissenschaftlichen Tätigkeit stehen. Darüber hinaus wirkt sie auch als Übersetzerin aus dem Lateinischen und dem Deutschen.

## Auszeichnungen
- 2005 Jahrespreis der Zeitschrift Keel ja Kirjandus
- 2007 Jahrespreis der Zeitschrift Keel ja Kirjandus
- 2007 Jahrespreis des Estnischen Kulturkapitals
- 2022 Jahrespreis des Estnischen Kulturkapitals (Übersetzung)

## Schriften (Auswahl)
- Die Dichtung neulateinischer Propemptika an der Academia Gustaviana (Dorpatensis) in der Jahren 1632–1656 (= Dissertationes studiorum graecorum et latinorum Universitatis Tartuensis 1). Tartu University Press, Tartu 2002 (Digitalisat).
- mit Hesi Siimets-Gross und Thomas Hoffmann, unter Mitarbeit von Martin Klöker (Hrsg.): Briefe, Recht und Gericht im polnischen Livland am Beispiel von David Hilchen = Letters, law and court in Polish Livonia. The case of David Hilchen. LIT Verlag, Berlin / Münster 2022, ISBN 978-3-643-14589-5.